# Нванери, Итан
Итан Чидибере Нванери (англ. Ethan Chidiebere Nwaneri; род. 21 марта 2007, Энфилд, Большой Лондон) — английский футболист, полузащитник клуба «Арсенал».

## Клубная карьера
В возрасте 9 лет Нванери присоединился к академии лондонского «Арсенала», а уже в возрасте 14 лет выступал за молодёжную команду клуба возрастом до 18 лет. 18 сентября 2022 года дебютировал за «Арсенал» в матче чемпионата Англии против «Брентфорда», став самым молодым игроком в истории Премьер-лиги.
25 сентября 2024 года Нванери впервые вышел в стартовом составе «канониров» на матч Кубка Английской лиги против клуба «Болтон Уондерерс» и отметился двумя забитыми мячами. 23 ноября 2024 года в матче против «Ноттингем Форест» забил свой первый гол в Премьер-лиге. 1 января 2025 года впервые начал матч чемпионата Англии с первых минут и помог «Арсеналу» одержать победу над «Брентфордом» со счётом 3:1. 4 января 2025 года 17-летний Нванери забил свой второй гол в Премьер-лиге в матче против клуба «Брайтон энд Хоув Альбион», став первым игроком в истории «Арсенала», забившим два гола в чемпионате до 18 лет. Матч завершился со счётом 1:1 после того, как на 61-й минуте нападающий «чаек» Жуан Педро реализовал пенальти, сравняв счёт. 29 января 2025 года в матче против испанского клуба «Жирона» Итан забил свой первый гол в Лиге чемпионов, принеся «канонирам» победу со счётом 2:1.

## Карьера в сборной
Выступал за сборные Англии до 16, до 17, до 19 лет и до 21 года.